# انتخابات پارلمانی اسرائیل (۲۰۰۹)

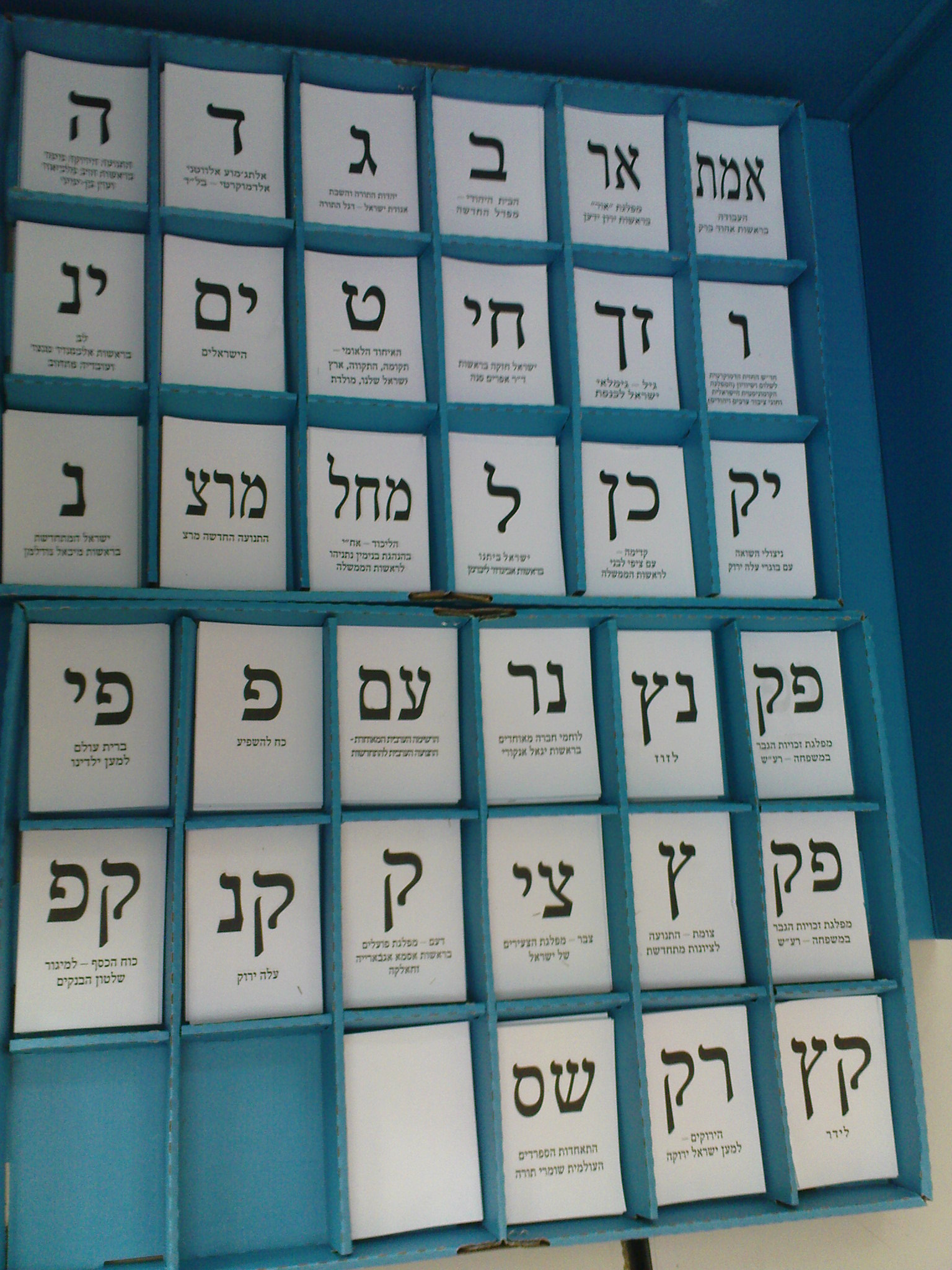
تصویری از برگه‌های رای در انتخابات سراسری اسرائیل برای تشکیل ۱۸امین کنست.

انتخابات سراسری اسرائیل برای تشکیل ۱۸امین کنست در تاریخ ۱۰ فوریه ۲۰۰۹ میلادی در کشور اسرائیل برگزار شد. این انتخابات در پی استعفای ایهود اولمرت از سمت نخست‌وزیری اسرائیل و عدم موفقیت تسیپی لیونی، رهبر حزب حاکم کادیما در تشکیل «دولت ائتلافی»، برگزار شد.
در پی نتیجه انتخابات سراسری اسرائیل، بنیامین نتانیاهو، رهبر حزب لیکود، با ترکیبی از احزاب ائتلافی، موفق به تشکیل کابینه جدید اسرائیل شد.

## نتایج انتخابات
با پایان انتخابات سراسری اسرائیل و اعلام نتایج، احزاب عمده کشور اسرائیل از جمله حزب کادیما با کسب ۲۸ کرسی، حزب لیکود با کسب ۲۷ کرسی، حزب اسرائیل خانه ما با کسب ۱۵ کرسی، حزب کارگر با کسب ۱۳ کرسی، حزب شاس با کسب ۱۱ کرسی و سه حزب متعلق به اعراب اسرائیلی جمعاً موفق به کسب ۱۱ کرسی از پارلمان ۱۲۰ عضوی اسرائیل شدند.

## قوانین انتخاباتی
در انتخابات سراسری اسرائیل، هر حزبی که بتواند دست‌کم دو درصد آرا را به خود اختصاص دهد، وارد کنست می‌شود. پارلمان اسرائیل روی هم ۱۲۰ کرسی دارد. از زمان تأسیس کشور اسرائیل در سال ۱۹۴۸ میلادی، هیچ حزبی نتوانسته به تنهایی با به دست آوردن ۶۱ کرسی لازم، دولت را بدون ائتلاف با دیگر احزاب رقیب تشکیل دهد.

## آغاز به کار ۱۸امین کنست
در تاریخ ۲۴ فوریه ۲۰۰۹ میلادی، اولین جلسه ۱۸امین دوره کنست با حضور شیمعون پرس، رئیس‌جمهوری اسرائیل و با حضور بیش از ۱۰۰۰ میهمان از جمله نمایندگان بیش از ۹۰ کشور جهان افتتاح شد. در ۱۸امین کنست دوازده حزب سیاسی حضور دارند. هیچ حزبی از اکثریت مطلق آرا برخوردار نیست اما راست‌گرایان در مجموع در موضع برتری قرار دارند.
همچنین باسابقه‌ترین عضو کنست، به نام مایکل ایتان از حزب لیکود، به عنوان رئیس ۱۸امین پارلمان منصوب شد.

## دولت ائتلافی

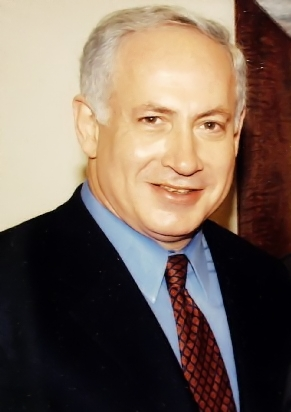
بنیامین نتانیاهو

تسیپی لیونی رهبر حزب کادیما و بنیامین نتانیاهو، رهبر حزب لیکود با روشن شدن نتایج اولیه انتخابات، با پیروز خواندن خود، مدعی‌شدند که در صورت درخواست شیمعون پرس، رئیس‌جمهوری اسرائیل از آنها برای تشکیل دولت آینده، موفق به تشکیل «دولت ائتلافی» خواهند شد. هر یک از احزاب سیاسی، برای تشکیل دولت، به حداقل ۶۱ کرسی از پارلمان ۱۲۰ عضوی اسرائیل نیاز دارند و در صورت نداشتن اکثریت، ناچار به ائتلاف با دیگر احزاب سیاسی اسرائیل هستند.
گرچه حزب کادیما در انتخابات سراسری اسرائیل، یک کرسی بیشتر از حزب لیکود کسب کرد، ولی در پایان مشورت‌هایی که شیمعون پرس، رئیس‌جمهوری اسرائیل با نمایندگان همه احزاب تشکیل‌دهنده فراکسیون‌های کنست ۱۸هم به عمل آورد، دریافت که از میان ۱۲۰ کرسی کنست، ۶۵ تن توصیه کرده‌اند که برپایی دولت آینده به بنیامین نتانیاهو، رهبر حزب لیکود سپرده شود. این در حالی است که توصیه‌کنندگان تسیپی لیونی، تنها ۲۸ تن از نمایندگان حزب کادیما بوده‌اند. همچنین آویگدور لیبرمن، رهبر حزب راست‌گرای اسرائیل خانه ما که حزبش توانست در این دوره از انتخابات ۱۵ کرسی کادیما را تصاحب کند، از بنیامین نتانیاهو برای احراز سمت نخست‌وزیری حمایت کرد.
نهایتاً در تاریخ ۲۰ فوریه ۲۰۰۹ میلادی، شیمعون پرس، رئیس‌جمهوری اسرائیل از بنیامین نتانیاهو، رهبر حزب راست‌گرای لیکود خواست تا دولت جدید اسرائیل را تشکیل دهد.
پس از دعوت رئیس‌جمهور از بنیامین نتانیاهو برای تشکیل دولت ائتلافی، وی مذاکراتی را برای تشکیل دولت ائتلافی با شرکت احزاب کادیما و کارگر در دولت خود، را آغاز کرد. اما نهایتاً پس از چند روز مذاکرات فشرده، رهبران دو حزب کادیما و کارگر اعلام کردند که جایشان در دولت نتانیاهو نیست و ترجیح می‌دهند در اپوزیسیون قرار گیرند. به دلیل موضع‌های کاملاً متفاوت درون‌جناحی میان نیروهای ائتلافی راست‌گرای میانه و افراطی، بنا به ارزیابی تحلیل‌گران امور اسرائیل، با تشکیل دولتی کاملاً راست‌گرا، دولت نتانیاهو کاملاً بی‌ثبات و در خطر سقوط قرار خواهد داشت.
در تاریخ ۲۴ مارس ۲۰۰۹ میلادی، با موافقت کنگرهٔ ویژهٔ حزب کارگر اسرائیل در مشارکت در ترکیب ائتلافی با احزاب راست‌گرای میانه و افراطی، راه نخست‌وزیری برای بنیامین نتانیاهو هموار شد. به این ترتیب وی توانست تا بر روی ۶۶ کرسی از ۱۲۰ کرسی در پارلمان اسرائیل حساب کند.
نهایتاً در تاریخ ۱ آوریل ۲۰۰۹ میلادی، بنیامین نتانیاهو، کابینهٔ جدید خود را به کنست معرفی کرد و با دریافت ۶۹ رای موافق، ۴۵ مخالف، ۱ رای ممتنع و ۵ غایب، موفق به گرفتن رای اعتماد برای دولت جدید اسرائیل شامل ۳۰ وزارتخانه شد.